# República de Acre
La República de Acre (nombre oficial: Estado Independiente de Acre) fue un breve Estado nacional proclamado el 14 de julio de 1899 por el español Luis Gálvez Rodríguez de Arias con el apoyo del gobierno del estado de Amazonas. La República de Acre tuvo su fin con el Tratado de Petrópolis de 1903, el cual legitimó la posesión brasileña sobre Acre. Alcanzó una población de cerca de 13 000 habitantes.

## La Revolución Acreana o Guerra del Acre

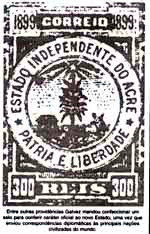
1899 Estampilla Estado Independiente de Acre

Mapa de la República de Acre, guardado en el Archivo Nacional.

Gálvez levantó un Estado de la nada: organizó ministerios, fundó escuelas, hospitales, un Ejército y cuerpo de bomberos e idealizó un país con preocupaciones sociales, medioambientales y urbanísticas.[cita requerida] La idea de Gálvez era formar un país en medio de la selva.
Fue juez, emitió sellos de correos y diseñó la actual bandera, con la estrella roja solitaria y los tradicionales colores de la bandera brasileña: verde y amarillo. Apenas pocos meses después, el 28 de diciembre de 1899, Luis Gálvez fue depuesto por Antônio de Sousa Braga, quien asumió la presidencia de Acre. La situación empeoró y Sousa Braga invitó a Gálvez a reasumir el gobierno, lo que ocurrió el 15 de marzo de 1900.
El 29 de diciembre de 1900, el ejército de Bolivia ocupó Puerto Alonso y terminó con la breve república. Los defensores de Acre, conocidos como Expedición Floriano Peixoto o Expedición de los Poetas (e informalmente llamados seringalistas), no pudieron hacer frente a los bolivianos y fracasaron al tratar de retomar el control del territorio, y acabaron huyendo hacia Manaus.

Un grupo de empresarios industriales estadounidenses firmaron un convenio con Bolivia para explotar el caucho de Acre, su principal recurso natural, conformando el llamado Bolivian Syndicate.

Ante la indecisión del gobierno federal y la presión de Bolivia, los seringalistas formaron un ejército comandado por José Plácido de Castro. La lucha comenzó el 6 de agosto de 1902, en Xapuri y duró hasta el 24 de enero de 1903, cuando fue tomada la ciudad de Puerto Alonso, y siendo rebautizada como Porto Acre. Nuevamente fue declarado el Estado Independiente de Acre. Bolivia intentó enviar tropas, con Pando al frente, pero el alto el fuego fue se dio antes de un enfrentamiento directo entre tropas bolivianas, acreanas y brasileñas, limitándose a sangrientas escaramuzas.
Con el Tratado de Petrópolis del 17 de noviembre de 1903, Acre pasó a formar parte integrante del territorio brasileño, mediante el pago de dos millones de libras esterlinas de la época y de la construcción del Ferrocarril Madeira-Mamoré.